# Carlos Di Laura
Carlos Di Laura, né le 19 octobre 1964 à Lima, est un ancien joueur de tennis professionnel péruvien. Il a été 92e mondial en simple et 29e mondial en double. Il a d'ailleurs atteint les demi-finales du double des Internationaux de France de tennis en 1989.

## Palmarès

### Titres en double messieurs
| No | Date       | Nom et lieu du tournoi              | Catégorie | Dotation  | Surface      | Partenaire        | Finalistes                         | Score         |          |
| -- | ---------- | ----------------------------------- | --------- | --------- | ------------ | ----------------- | ---------------------------------- | ------------- | -------- |
| 1  | 14-09-1987 | Tournoi de tennis de Madrid Madrid  |           | 89 400 $  | Terre (ext.) | Javier Sánchez    | Sergio Casal Emilio Sánchez        | 6-3, 3-6, 6-4 |          |
| 2  | 26-09-1988 | Tournoi de tennis de Sicile Palerme |           | 93 400 $  | Terre (ext.) | Marcelo Filippini | Alberto Mancini Christian Miniussi | 6-2, 6-0      | Parcours |
| 3  | 25-09-1989 | Grand Prix Passing Shot Bordeaux    |           | 225 000 $ | Terre (ext.) | Tomás Carbonell   | Agustín Moreno Jaime Yzaga         | 6-4, 6-4      |          |

### Finales en double messieurs
| No | Date       | Nom et lieu du tournoi         | Catégorie | Dotation  | Surface      | Vainqueurs                    | Partenaire      | Score         |  |
| -- | ---------- | ------------------------------ | --------- | --------- | ------------ | ----------------------------- | --------------- | ------------- |  |
| 1  | 16-06-1986 | Athens International Athènes   |           | 100 000 $ | Terre (ext.) | Libor Pimek Blaine Willenborg | Claudio Panatta | 5-7, 6-4, 6-2 |  |
| 2  | 22-09-1986 | Trofeo Conde de Godó Barcelone |           | 220 000 $ | Terre (ext.) | Jan Gunnarsson Joakim Nyström | Claudio Panatta | 6-3, 6-4      |  |

## Parcours dans les tournois du Grand Chelem

### En simple
| Année | Open d'Australie | Open d'Australie | Internationaux de France | Internationaux de France | Wimbledon | Wimbledon | US Open | US Open |
| ----- | ---------------- | ---------------- | ------------------------ | ------------------------ | --------- | --------- | ------- | ------- |
| 1986  | —                | —                | 1er tour (1/64)          | H. Gildemeister          | —         | —         | —       | —       |

N.B. : à droite du résultat se trouve le nom de l'ultime adversaire.

### En double
| Année | Open d'Australie | Open d'Australie | Internationaux de France      | Internationaux de France  | Wimbledon | Wimbledon | US Open                     | US Open                  |
| ----- | ---------------- | ---------------- | ----------------------------- | ------------------------- | --------- | --------- | --------------------------- | ------------------------ |
| 1985  | —                | —                | —                             | —                         | —         | —         | 1er tour (1/32) Kelly Jones | B. Becker S. Živojinović |
| 1986  | —                | —                | 2e tour (1/16) J. Pugh        | S. Edberg A. Järryd       | —         | —         | —                           | —                        |
| 1987  | —                | —                | 1er tour (1/32) T. Benhabiles | S. Stewart K. Warwick     | —         | —         | 1er tour (1/32) J. Sánchez  | P. Annacone M. De Palmer |
| 1988  | —                | —                | 1er tour (1/32) S. Colombo    | C. Limberger C. Panatta   | —         | —         | —                           | —                        |
| 1989  | —                | —                | 1/2 finale R. Båthman         | M. Bahrami É. Winogradsky | —         | —         | 1er tour (1/32) R. Båthman  | J.-P. Fleurian R. Smith  |
| 1990  | —                | —                | 1er tour (1/32) M. Filippini  | J. Frana C. Miniussi      | —         | —         | —                           | —                        |

N.B. : le nom du ou de la partenaire se trouve sous le résultat ; le nom des ultimes adversaires se trouve à droite.